# Dietrich Mattausch
Dietrich Mattausch (* 26. April 1940 in Leitmeritz, Reichsgau Sudetenland) ist ein deutscher Schauspieler.

## Leben
Mattausch wuchs in Frankfurt am Main auf. Er arbeitete nach Abschluss der mittleren Reife und der Handelsschule zunächst als Speditionskaufmann und nahm gleichzeitig privaten Schauspielunterricht. Seine Karriere begann er am Kellertheater in Mainz.
1963 spielte er  am Jungen Theater Göttingen, 1964/1966 an der Komödie in Frankfurt am Main, 1966/1967 am Landestheater Schleswig, 1968/1969 am Landestheater Detmold, 1969 an der Badischen Landesbühne Bruchsal, 1969/70 am Theater Baden-Baden, 1971 an den Bühnen der Hansestadt Lübeck und 1972 bis 1974 am Deutschen Theater Göttingen.
Von 1975 bis 1979 war er am Schauspielhaus Hamburg engagiert, wo er unter der Regie von Peter Zadek auftrat. Er verkörperte in Zadek-Inszenierungen Rodrigo in Othello (1976), Camillo in Das Wintermärchen (1978), Brinan in der deutschen Erstaufführung von Ayckbourns Spaß beiseite (1979) und Kenneth in Verlorene Zeit (1984) von John Hopkins. Weitere Rollen waren Phileas Fogg in Jérôme Savarys In 80 Tagen um die Welt (1978) und Cassius in Julius Cäsar (1986)
1979 wechselte er zur Freien Volksbühne in Berlin, wo er mit Zadek weiterarbeitete. Hier spielte er Philinte in der Uraufführung von Enzensbergers Molières Menschenfeind (1979) und Vincentio/Hortensio in Der Widerspenstigen Zähmung (1981).
1980/1981 gastierte er am Bayerischen Staatsschauspiel in München als Arzt in August Strindbergs Der Vater und 1996/97 als Präsident von Walter in Kabale und Liebe.
Dietrich Mattausch spielte in zahlreichen Fernsehfilmen und Serien mit. Große Popularität und Beliebtheit brachte ihm besonders die langjährige Rolle des Hauptkommissars Rick in der ARD-Serie Der Fahnder.
1992 erhielt er zusammen mit Felix Mitterer den Adolf-Grimme-Preis mit Silber für Die Piefke-Saga.
Mattausch heiratete 1999 seine Frau Annette und lebt mit der Familie und drei Kindern in Berlin.

## Filmografie (Auswahl)
- 1972: Hamburg Transit – Der Doppelgänger
- 1974: Unter Ausschluß der Öffentlichkeit (Fernsehreihe)
- 1978: Geschichten aus der Zukunft (Fernsehserie)
- 1979: Die wunderbaren Jahre
- 1980: Malou
- 1981: Der Spot oder Fast eine Karriere (Regie: Rainer Erler)
- 1981: Don Quichottes Kinder (Regie: Claudia Holldack)
- 1981: Beate und Mareile (Regie: Hajo Gies)
- 1983: Die wilden Fünfziger (Regie: Peter Zadek)
- 1983: Die Matrosen von Kronstadt (Regie: Jürgen Klauß)
- 1983: Vom Webstuhl zur Weltmacht (Regie: Heinz Schirk)
- 1984: Die Wannseekonferenz (Regie: Heinz Schirk)
- 1984: Tatort – Haie vor Helgoland (Regie: Hartmut Griesmayr)
- 1984: Zielscheiben (Regie: Volker Vogeler)
- 1984–2001: Der Fahnder (Regie: Werner Masten)
- 1984: Die Krimistunde (Fernsehserie, Folge 12, Episode: „Der Sonntagsdichter“)
- 1985: Flammenzeichen
- 1985: Die Krimistunde (Fernsehserie, Folge 18, Episode: „Der Mann in der Nachbarzelle“)
- 1986: Maria Stuart (Regie: Heinz Schirk)
- 1986: Tatort – Automord
- 1987: Die Bertinis (Regie: Egon Monk)
- 1987: Die Krimistunde (Fernsehserie, Folge 28, Episode: „Verbrechen aus Leidenschaft“)
- 1988: Die Bombe (Fernsehfilm)
- 1989: Die Staatskanzlei (Regie: Heinrich Breloer)
- 1989: Affäre Nachtfrost (Fernsehfilm)
- 1989: Tatort – Alles Theater (Regie: Peter Adam)
- 1989: Tatort – Kopflos
- 1989: Tatort – Schmutzarbeit
- 1989: Die Männer vom K3 – Volle Deckung, Kopf runter
- 1989: Der Alte (Fernsehserie) – Folge 141: Ausgestiegen
- 1990: Die Piefke-Saga Vierteiler (Regie: Wilfried Dotzel)
- 1990: Die Kaltenbach-Papiere (Teil 1: Sharon, Teil 2: Eva) – Regie: Rainer Erler
- 1990: Der Alte (Fernsehserie) – Folge 155: Mörderisches Inserat
- 1990: Kollege Otto (Regie: Heinrich Breloer)
- 1991–1994: Unser Lehrer Doktor Specht Familienserie
- 1992: Die Männer vom K3 – Zu hoch gepokert
- 1993: Ein Fall für Zwei – Gelegenheit macht Mörder
- 1993: Der kleine Vampir – Neue Abenteuer
- 1994: Tatort – Ein Wodka zuviel
- 1994: Wir sind auch nur ein Volk (Mehrteiler, Regie: Werner Masten)
- 1994 Operation Dunarea
- 1995: Tatort – Mordauftrag
- 1995: Der Alte – Folge 202: Nichts geht mehr
- 1995: Evelyn Hamanns Geschichten aus dem Leben – Ab nach Rio
- 1995–1999: Hotel Mama (Regie: Gloria Behrens, Gert Steinheimer)
- 1995–2000: Die Straßen von Berlin
- 1996: Der Bulle von Tölz: Tod im Internat
- 1996: Ein Fall für zwei – Böses Blut
- 1997: Tatort – Das Totenspiel
- 1997:  Tatort – Tödlicher Galopp
- 1998:  Tatort – Todesbote
- 1999–2004: Der Pfundskerl (Krimiserie)
- 2001: Anwalt des Herzens, Fernsehfilm (Regie: Gabriel Barylli)
- 2001: Die Erpressung – Ein teuflischer Pakt, Fernsehfilm (Regie: Stefan Krohmer)
- 2001: Klaras Hochzeit, (Regie: Christian Görlitz)
- 2002: Tatort – Reise ins Nichts (Regie: Hartmut Griesmayr)
- 2002: Einspruch für die Liebe (Regie: Helmut Metzger)
- 2003: Alarm für Cobra 11 – Die  Autobahnpolizei – Der Aufprall
- 2003: Tatort – Eine ehrliche Haut (Regie: Ralph Bohn)
- 2003: Wolffs Revier – Diplomatie am Ende (Regie: Michael Wenning)
- 2004: Mit Herz und Handschellen – Wunderkinder  (Regie: Thomas Nennstiel)
- 2004: Propaganda  (Regie: Horst Königstein)
- 2005: Das Traumschiff – Oman (Regie: Michael Steinke)
- 2005–2007: Girl friends – Freundschaft mit Herz 7. Staffel
- 2006: Hunde haben kurze Beine
- 2006: Unter weißen Segeln – Frühlingsgefühle (Regie: Erwin Keusch)
- 2007: Ein starkes Team – Unter Wölfen
- 2007: Zwei Wochen Chef
- 2007: Liebe auf den dritten Blick
- 2008: Die Rosenheim-Cops – Abwärts in den Tod
- 2008: Der Besuch der alten Dame (Regie: Nikolaus Leytner)
- 2008: Hallo Robbie! (Regie: Monika Zinnenberg)
- 2008: Kreuzfahrt ins Glück – Sambia (Regie: Karola Meeder)
- 2008: Zwei Ärzte sind einer zu viel – Reif für die Insel  (Regie: Karsten Wichniarz)
- 2008: Der Staatsanwalt (Regie: Martin Kinkel)
- 2008: Frau und Macht (Regie: Horst Königstein)
- 2008: Inga Lindström: Sommer der Entscheidung (Regie: Andi Niessner)
- 2008: Tatort – Blinder Glaube (Regie: Jürgen Bretzinger)
- 2009: Um Himmels Willen 93: Ausgebrannt (Regie: Helmut Metzger)
- 2009: Rosannas Tochter (Regie: Franziska Buch)
- 2009: Sehnsucht nach Neuseeland  (Regie: Michael Keusch)
- 2010: Inga Lindström: Mein falscher Verlobter (Regie: Ulli Baumann)
- 2011: Das Traumhotel – Tobago (Regie: Otto Retzer)
- 2012: Inga Lindström: Der Tag am See (Regie: Ulli Baumann)
- 2012: Das Traumschiff: Bali (Regie: Karola Meeder, Thomas Hezel)
- 2013: Der letzte Bulle – Nagel ins Herz (Regie: Zoltan Spirandelli)
- 2013: Sommer in Rom (Regie: Stephan Meyer)
- 2014: Katie Fforde – Das Meer in dir (Regie: Sebastian Grobler)
- 2014: Kreuzfahrt ins Glück – Hochzeitsreise nach Dubai (Regie: Stefan Bartmann)
- 2014: Sternstunde ihres Lebens (Regie: Erica von Moeller)
- 2015: Um Himmels Willen 173: Nicht ohne meine Tochter (Regie: Andi Niessner)
- 2015: Um Himmels Willen 174: Pantoffelheld (Regie: Andi Niessner)
- 2015: Um Himmels Willen 175: Wettlauf mit der Zeit (Regie: Andi Niessner)
- 2015: Das Gewinnerlos – (Regie: Patrick Winczewski)
- 2015: In aller Freundschaft – Die jungen Ärzte – In letzter Sekunde (Regie: Michaela Zschiechow)
- 2016: Katie Fforde – Hexensommer (Regie: Helmut Metzger)
- 2016: Das Traumschiff: Palau (Regie: Stefan Bartmann)
- 2017: Das Traumschiff: Tansania (Regie: Stefan Bartmann)
- 2018: Die Bergretter – Das Glück ist ein Schmetterling (Regie: Steffen Mahnert)
- 2024: Dein perfektes Jahr (Regie: Luise Brinkmann)
- 2024: BRÜT (Fernsehserie, Regie: Marian Freistühler, Oliver Bassemir)[1]

## Theater (Auswahl)
Dietrich Mattausch stand auf vielen Bühnen der Welt, unter anderem im Burgtheater Wien, unter der Regie von Peter Zadek, Theater in der Josefstadt, Freie Volksbühne Berlin, Bayerisches Staatsschauspiel und dem Deutschen Schauspielhaus Hamburg.
- 2005: Die Wildente (Schauspielhaus Frankfurt, Schauspiel Essen) (Regie: Anselm Weber)
- 2006: Onkel Wanja (Festspiele Reichenau) (Regie: Bernd Birkhahn)

## Hörspiele (Auswahl)
- 1985: Theodor Fontane: Jenny Treibel (2 Teile) (Otto Treibel) – Regie: Hans Rosenhauer (NDR)
- 1995: Martin Walser: Kaschmir in Parching oder Chronisch deutsch (Kelter) – Regie: Otto Düben (SDR)